# Sebastian Höglauer
Sebastian „Wasti“ Höglauer (* 1990 in Bad Reichenhall) ist ein deutscher Musiker, Trompeter, Flügelhornist, Komponist und Arrangeur.

## Leben
Sebastian Höglauer wuchs in Anger im Landkreis Berchtesgadener Land auf und erhielt den ersten musikalischen Unterricht von seinem gleichnamigen Vater sowie seinem ebenfalls gleichnamigen Großvater. Im Alter von 9 bis 14 Jahren erhielt er Trompetenunterricht bei verschiedenen Lehrern. Ab diesem Zeitpunkt spielte er Flügelhorn in der örtlichen Musikkapelle von Aufham. Anschließend begann er Schlagzeug zu lernen.
Nach dem Erreichen der mittleren Reife begann Höglauer 2006 eine Lehre zum Metallblasinstrumentenmacher bei Franz Weber in Chieming, die er 2009 abschloss. Im Juli 2010 absolvierte er das Fachabitur an der BOS Traunstein und begann anschließend sein Studium des Konzertfachs Trompete an der Anton Bruckner Privatuniversität in Linz bei Josef Eidenberger. Nach viereinhalb Jahren beendete er das Studium ohne Abschluss.
2008 gründete Höglauer die Holzfrei-Böhmische, bei der er Schlagzeug spielt, und 2016 die Kapelle So&So, wo er Flügelhorn spielt. Auch bei Ernst Hutter & Die Egerländer Musikanten spielt er Flügelhorn.
Höglauer ist zweiter Kapellmeister der Musikkapelle Aufham.

## Werke (Auswahl)
- Abendstimmung (Walzer)
- Alpenblech-Walzer
- Am Waldesrand (Polka)
- Beziehungskistl-Polka
- Bleib Dir treu (Marschpolka)
- Der Watzmann (Marsch)
- Die Macht der Musik (Marsch)
- Fiaschd Boigga (Polka)
- Gruß an Frangart (Polka)
- Herbstspaziergang (Walzer)
- Hoch hinaus (Marsch)
- Holzfrei-Polka
- Im Bräustüberl (Polka)
- Kaiserland-Polka
- Omnia in frame (Konzertmarsch)
- Schönramer Polka
- Vernatsch (Marsch)